# ستانوویتسه
ستانوویتسه (به چکی: Stanovice) یک منطقهٔ مسکونی در جمهوری چک است که در منطقه تروتنوف واقع شده‌است.